# Dredd
Dredd är en brittisk-sydafrikansk science fiction-actionfilm från 2012, som är baserad på 2000 AD-serien Judge Dredd, skapad av John Wagner och Carlos Ezquerra. Filmen är regisserad av Pete Travis, samt skriven och producerad av Alex Garland. I huvudrollerna syns Karl Urban, Olivia Thirlby och Lena Headey.
Inspelningarna av filmen Dredd satte igång i Kapstaden och Johannesburg, den 12 november 2010. Hela inspelningen tog därefter cirka tretton veckor att genomföra.

## Rollista (i urval)

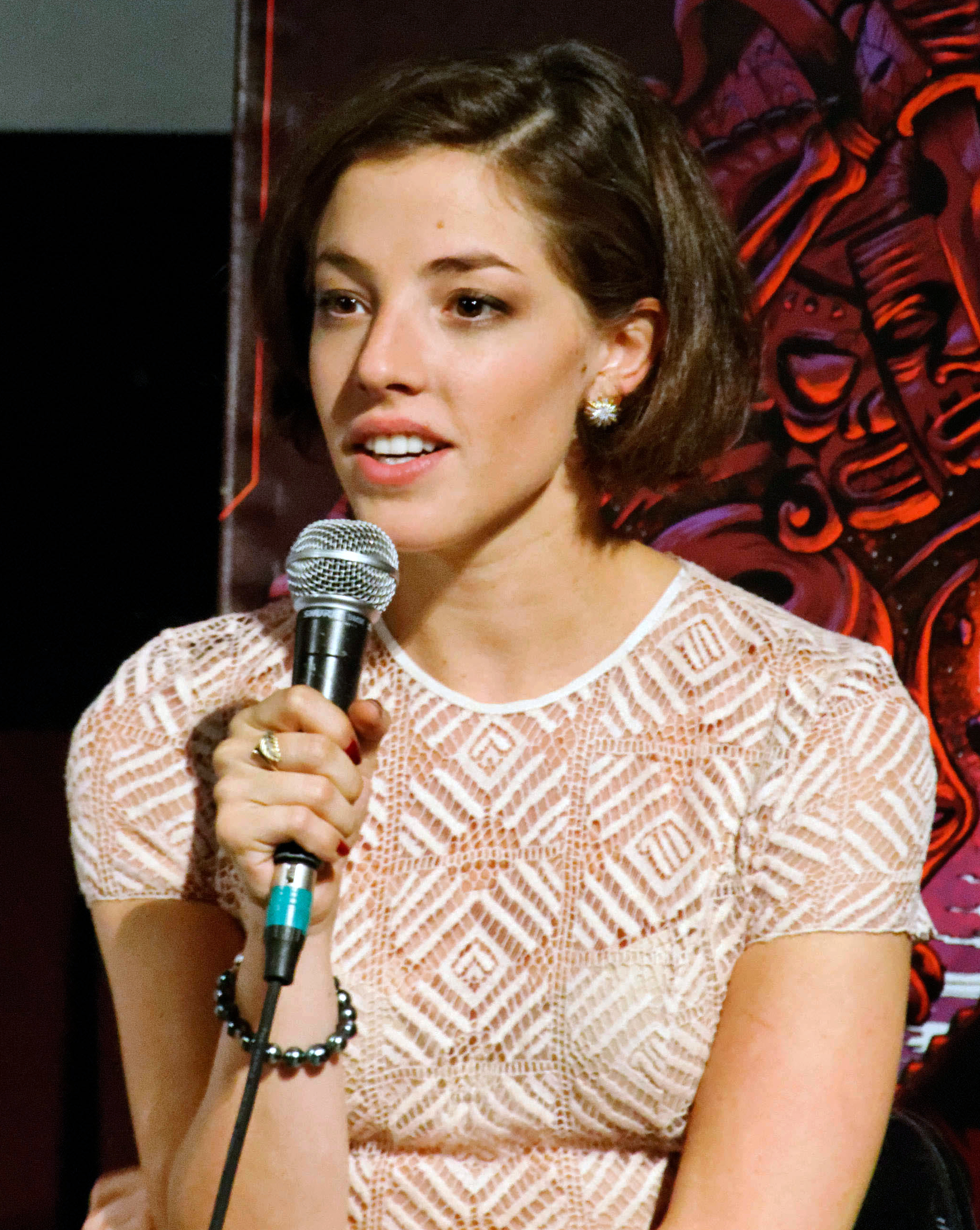
Olivia Thirlby under promoting på filmfestivalen Fantastic Fest, den 20 september 2012.

| Karl Urban     | – Dredd                     |
| Olivia Thirlby | – Cassandra Anderson        |
| Lena Headey    | – Madeline "Ma-Ma" Madrigal |
| Wood Harris    | – Kay                       |